# Калоч, Филип
Филип Калоч (чеш. Filip Kaloč; род. 27 февраля 2000, Острава) — чешский футболист, полузащитник клуба «Кайзерслаутерн».

## Клубная карьера

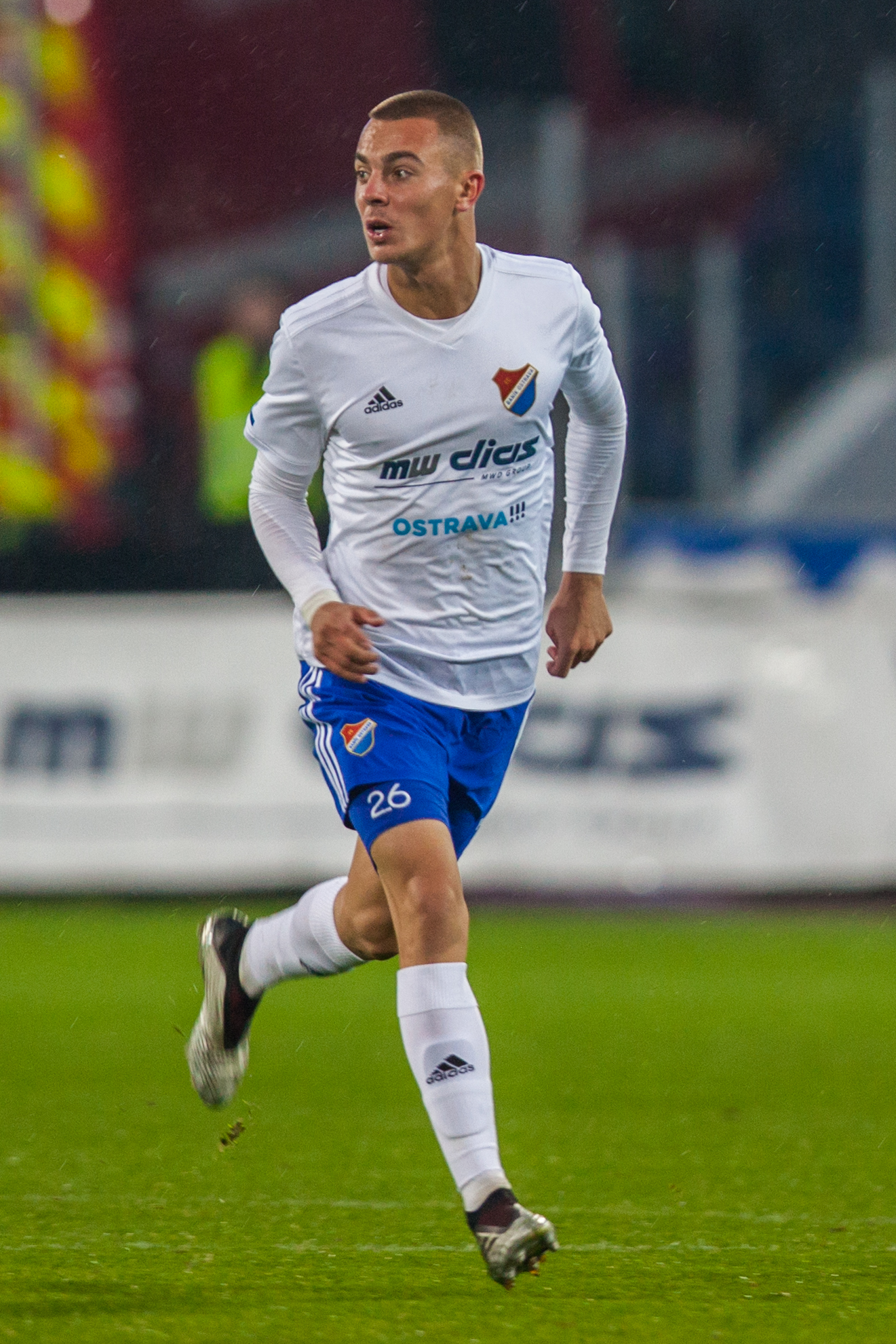
Калоч в составе «Баника»

Калоч — воспитанник клуба «Баник». В 2018 году игрок был включён в заявку клуба на сезон. В начале 2019 года Калоч перешёл в «Витковице» на правах аренды. 9 марта в матче против «Градец-Кралове» он дебютировал во Второй лиге Чехии. По окончании аренды Калоч вернулся в «Баник». 5 октября 2019 года в матче против «Фастава» он дебютировал в Гамбринус лиге. 24 апреля 2021 года в поединке против «Сигмы» Филип забил свой первый гол за «Баник». 
В начале 2024 года Калоч был арендован немецким «Кайзерслаутерном». 20 января в матче против «Санкт-Паули» он дебютировал во Второй Бундеслиге. 20 апреля в поединке против «Веена» Филип забил свой первый гол за «Кайзерслаутерн».    

## Международная карьера
В 2019 году в составе юношеской сборной Чехии Калоч принял участие в молодёжном чемпионата Европы в Армении. На турнире он сыграл в матче против команды Франции, Норвегии и Ирландии.
В 2023 году Калоч в составе молодёжной сборной Чехии принял участие в молодёжном чемпионате Европы в Румынии и Грузии. На турнире он сыграл в матчах против команд Англии, Германии и Израиля.